# Myxilla methanophila
Myxilla methanophila är en svampdjursart som beskrevs av Maldonado och Young 1998. Myxilla methanophila ingår i släktet Myxilla och familjen Myxillidae.
Artens utbredningsområde är Florida. Inga underarter finns listade i Catalogue of Life.